# Ванатори (Констанца)
Ванатори (рум. Vânători) насеље је у Румунији у округу Констанца у општини Печињага. Oпштина се налази на надморској висини од 37 m.

## Становништво
Према подацима из 2002. године у насељу је живело 230 становника.

### Попис2002.
| Расподела становништва по националности 2002.‍ | Расподела становништва по националности 2002.‍ | Расподела становништва по националности 2002.‍ | Расподела становништва по националности 2002.‍ | Расподела становништва по националности 2002.‍ |
| --------------------------------------------- | --------------------------------------------- | --------------------------------------------- | --------------------------------------------- | --------------------------------------------- |
|                                               |                                               |                                               |                                               |                                               |
| Румуни                                        | Румуни                                        |                                               | 183                                           | 79,9%                                         |
| Роми                                          | Роми                                          |                                               | 6                                             | 2,6%                                          |
| Турци                                         | Турци                                         |                                               | 30                                            | 13,1%                                         |
| Татари                                        | Татари                                        |                                               | 10                                            | 4,4%                                          |